# Lamprosema lateritialis
Lamprosema lateritialis là một loài bướm đêm trong họ Crambidae.